# Лазарєва Юлія Олексіївна
Юлія Олексіївна Ла́зарєва (нар. 15 серпня 1945, тепер Російська Федерація) — українська радянська діячка, електромонтажниця головного підприємства Запорізького виробничого об'єднання «Перетворювач». Депутат Верховної Ради УРСР 11-го скликання.

## Біографія
Освіта середня.
З 1967 року — електромонтажниця головного підприємства Запорізького виробничого об'єднання «Перетворювач».
Потім — на пенсії в місті Запоріжжі.

## Нагороди
- ордени
- медалі